# Ardisia glandulosomarginata
Ardisia glandulosomarginata är en viveväxtart som beskrevs av Oerst.. Ardisia glandulosomarginata ingår i släktet Ardisia och familjen viveväxter. Inga underarter finns listade i Catalogue of Life.